# Poslední bojiště
Poslední bojiště (v anglickém originále Let That Be Your Last Battlefield) je patnáctý díl třetí řady seriálu Star Trek. Premiéra epizody v USA proběhla 10. ledna 1969, v České republice 11. července 2003.

## Příběh
Píše se hvězdné datum 5730.2 a USS Enterprise NCC-1701, vlajková loď Spojené federace planet, pod vedením kapitána Jamese T. Kirka míří na planetu Ariannus, kde má pomoci dekontaminovat zamořenou atmosféru.
Cestou Enterprise objevuje malý transportní raketoplán Federace, který odpovídá popisu ukradeného plavidla z jedné základny hvězdné flotily. Na palubě je pouze jeden humanoid, muž s doslova černo-bílou tváří. Když se neznámý probere na ošetřovně, představuje se jako Lokai z planety Cheron. Kirka udivuje, jak se Lokai dostal téměř na druhou stranu galaxie, ale ještě víc, proč ukradl Lokai plavidlo Federace. Host není moc sdílný a odmítá se dál s kapitánem bavit. Před Enterprise se objevuje malé, neviditelné plavidlo s kolizním kurzem. V momentě srážky se však nic nestane, ale na můstku se objevuje další zástupce planety Cheron. Ten se představuje jako Bele a žádá o vydání Lokaie. Stejně jako Lokai má i Bele půl tváře černou a půl bílou. Když jej Kirk zavede na ošetřovnu na Lokaiem, oba se začnou hádat. Z rozhovoru je patrné, že Lokai je politický běženec, zatímco Beleho úkolem je ho zatknout a přivést zpět na Cheron. Navzájem se osočují jako zástupci různých ras. Lokai opovrhuje otrokářským způsobem zacházení strany Beleho a Bele naopak namítá, že Lokaiovi lidé měli dost příležitostí na zařazení do společnosti a žití normálního života. Nakonec je Kirk musí od sebe odtrhnout. Enterprise se náhle odchyluje ze svého kuru a Spock se domnívá, že míří k Cheronu. Na můstek přichází Bele, který oznamuje, že lodi velí on a hodlá loď dovézt na Cheron, kde bude Lokai vydán jejich zpravedlnosti. Kirk protestuje, stejně tak i Lokai, ale Bele nechce svou neznámou silou nechat letět loď jinam. Kirk se odmítá podrobit a společně se Spockem a Scottym zadávají potřebné kódy pro autodestrukci USS Enterprise. Šest sekund před započetím destrukce Bele souhlasí a Kirk zničení lodi odvolává. Bele souhlasí s tím, že Kirk může splnit úkol na planetě Arianus, ale pak by chtěl odvézt na Charon. Kirk o kontrolu nad lodí nesmlouvá, a tak mu Bele musí předat řízení kormidla. Kirk pak oba nabádá, aby čas na Enterprise trávili v poklidu a nesnažili se opětovně převzít kontrolu nad lodí.
Zatímco Lokai rozmlouvá s posádkou, Kirk, Spock a Bele sedí u večerního drinku. Během rozhovoru přichází očekávaná zpráva z vedení Hvězdné flotily, která zamítá Beleho žádost o vydání Lokaie a po provedení úkolu na Arianu mají být oba dopraveni ke komisi flotily. Bele nadšený není, ale přijímá zprávu poměrně klidně. Když se jej Spock ptá, jak se vlastně od sebe s Lokaiem liší, když pro ostatní vypadají stejně, rozhořčeně Bele vysvětluje, že on má černou pravou stranu tváře, kdežto Lokai a jeho lidé mají pravou stranu bílou. Spock i Kirk tuto titěrnou odlišnost moc nechápou. Když Enterprise dokončí dekontaminaci na Arianu, vydává se na hvězdnou základnu 4 k předání obou cestujících. Bele opět odklání loď z kurzu a ničí tentokrát i autodestrukční mechanismus. Lokai se s tím nechce smířit. V momentě, kdy se oba do sebe zaklesnou, síla, která je chrání před phasery, se navzájem s druhou polaritou nesnese a začne kolem obou jiskřit. Kirk je vyzývá, aby toho nechali, nebo zničí můstek a Belových padesát tisíc let hledání a honění Lokaie a současně stejná doba Lokaiových útěků budou k ničemu. Oba přestanou a Bele také vrací řízení zpět Kirkovi. Spock poznamenává, že Charon je díky vychýlení na dosah. Když ovšem přilétají k planetě, senzory ukazují velká města obývaná pouze malými živočichy a tisíce mrtvých těl původních obyvatel. Bele i Lokai jsou rozčarováni tím, že jsou každý poslední svého druhu. Nicméně chvilku na to se už zase perou a ohrožují stabilitu lodi. Kirk je přemlouvá, aby toho nechali, že už to nemá žádný smysl a boj, který spolu po desetitisíce let vedou, dávno skončil spolu s jejich civilizací. Lokai začne utíkat a Bele za ním. Oba se dostanou k transportérům a přenáší se na povrch mrtvé planety.
Uhura nechápe, proč neskončí, když už ani není soud, který by jednoho nebo druhého mohl soudit. Spock s Kirkem poznamenávají, že nenávist k tomu druhému je vše, co jim vlastně zůstalo. Kirk dává rozkaz opustit orbitu a odletět.